# Burning Man
Burning Man (en español: hombre en llamas) es un evento anual de siete días de duración que se desarrolla en la «ciudad» de Black Rock, Nevada, Estados Unidos. Black Rock City (o «BRC»), que no es un municipio ni tiene gobierno, solo existe durante la semana de Burning Man, es decir, es una ciudad temporal construida por los participantes hasta el primer lunes de septiembre, día del Trabajo en Estados Unidos, durando aproximadamente una semana. Este evento está dirigido principalmente a gente llana inspirada en los 10 principios que mueven Burning Man.
El Burning Man se lleva a cabo en los vestigios de un lago, en el desierto Black Rock de Nevada, a 150 kilómetros (90 millas) al noreste de Reno. La edición del 2012 congregó a más de 53 000 personas. En 2015 la entrada fue 390 dólares, aunque hay 4000 entradas a 190 dólares que se venden a los que no pueden pagar la tarifa completa.

## Toponimia
El nombre está tomado del ritual que consiste en quemar una gigantesca escultura de madera con forma de hombre durante la noche del sábado. También cabe explicar que todos los años se construye un templo de madera, que ha de ser quemado la última noche, el domingo. La quema del «hombre» es una celebración espectacular con fuegos artificiales y explosiones (en 2012, además, la naturaleza creó unos 20 mini-tornados que salían del fuego), en algo parecido a la quema de las Fallas de Valencia. 
En cambio, la quema del templo se hace en silencio total, ya que es un ritual dedicado a las personas que han fallecido. Durante la semana los participantes escriben sobre el templo o dejan notas y fotos dentro, con la idea de que al ser quemados hay algún tipo de conexión o renovación espiritual.
El evento está organizado por la compañía Black Rock City, LLC., bajo la supervisión de uno de sus fundadores, Larry Harvey, y otros cinco miembros del consejo.

## Características
En el festival no se aceptan comercios ni marcas y se promueve la desmercantilización y el aprovechamiento de la energía colectiva de los asistentes. Burning Man ofrece becas a cientos de artistas, creando piezas luminosas, interactivas y psicodélicas en la ciudad-desierto.
Durante el Burning Man el participante nota que en la ciudad entera no se ve nada de basura en el suelo, ya que todos están concienciados a no tirar nada y recoger algo si lo ven. Así es un encuentro «leave no trace» («no dejar rastro»), ya que al desmontar Black Rock City se limpia el suelo del desierto hasta dejarlo como estaba —sin que se note que hubo más de 50 000 personas ahí—. Es de notar que en Burning Man no haya comercio ni dinero, aunque no son raras las «tiendas gratuitas» donde algo se regala (la Tienda de Abrazos Gratuitos, por ejemplo). Lo único que se vende es hielo y café, y no existen patrocinadores ni anunciantes. 
Es una sociedad donde se comparte, regala o se hace trueque, aunque esto es lo menos practicado, siguiendo el espíritu de los hippies y la contracultura de los 1960. Los participantes traen su propia agua, comida y regalos. Todo lo que sea necesario para subsistir durante una semana. Las salidas durante la celebración son infrecuentes, aunque hay una gasolinera a unos 40 km.
Dentro de lo que se aprecia y se destaca de este ejercicio es el de cuántas preocupaciones y estrés desaparecen cuando no hay dinero; estando reunidos entre sí, pudiendo hacer lo que quieran, vestirse como quieran (o sin nada), divertirse con el arte y la música, sentirse libres de un mundo que actualmente se percibe como avaro, sobremercantilizado y con guerras, y ser parte de una comunidad que es como una gran familia.
Eso se ve manifestado con gran alegría y paz interna extraordinaria, algo que hace que cada año regresen sus seguidores a pesar de los retos de acampar en un desierto en medio de la nada. A pesar de permitirse el desnudo, los niños son admitidos, lo cual es notable en una cultura tan puritana como la estadounidense.
El espíritu del evento se fundamenta en diez principios que resumen el concepto de The Burning Man y los objetivos que sus fundadores pretendieron en un principio con su celebración se resumieron en 10 consignas:
1. Inclusión radical: todo el mundo es bienvenido, sólo se necesita la entrada y, recomendablemente, seguir las explicaciones de su manual de supervivencia.
2. Regalar: “"Burning Man" encuentra su devoción en el acto de regalar”, se espera que los participantes del festival subsistan a través de una ‘economía del regalo’, ya sea mediante el regalo mutuo de objetos o el intercambio de favores, aun sin esperar nada a cambio.
3. Desmercantilización: el evento busca crear un ambiente social fuera de todo proceso comercial, publicitario o relacionados; el objetivo es protegerse de la cultura de explotación que, consideran, deriva de estas actividades. La única transacción monetaria que se permite está relacionada con el transporte al evento o la compra de hielo y bebidas no alcohólicas, cuyos beneficios van a diferentes organizaciones sin ánimo de lucro.
4. Autosuficiencia radical: “"Burning Man" induce al individuo a descubrir, ejercitar y confiar en sus propios recursos internos”, de ahí que se prohíba prácticamente todo el comercio y los participantes deban estar preparados y llevar todo lo necesario para subsistir en un lugar tan potencialmente hostil y remoto como el desierto.
5. Autoexpresión radical: se espera que los participantes respeten las libertades propias y ajenas, y que se expresen libremente a través del arte y otras formas, siendo la ropa opcional y el nudismo practicado comúnmente.
6. Esfuerzo comunal: se busca promover la producción y protección de una comunidad y espacio común basados en valores de cooperación y colaboración.
7. Responsabilidad cívica: se espera que los participantes actúen de acuerdo a la ley local, federal y estatal, y que asuman responsabilidad por sus acciones dentro del festival.
8. No dejar rastro: uno de los objetivos clave es conseguir no dejar ninguna huella de que se haya producido evento alguno en la región; se busca promover, por tanto, una atmósfera en la que los participantes tengan cuidado de no dejar basura, o de recogerla en caso de encontrarla.
9. Participación: se busca que la gente participe y no se limite a observar, pues desde la organización del evento dicen que son una comunidad con una fuerte ética participativa: “pensamos que todo cambio transformador, ya sea individual o en sociedad, sólo puede ocurrir a través de un profundo compromiso de participación personal. Logramos ser de una manera determinada al actuar de esa manera, por lo que todos son bienvenidos a trabajar, a jugar. Creamos un mundo real a través de acciones que abren el corazón”.
10. Inmediatez: “la inmediatez de la experiencia es la piedra angular de la cultura del festival. Buscamos superar las barreras que existen entre todos y reconocernos a nosotros mismos y a la realidad que nos rodea mediante la participación en la sociedad y el contacto con el mundo natural más allá del poder humano. Ninguna idea puede sustituir esta experiencia”.

## Historia

### 1986 a 1989

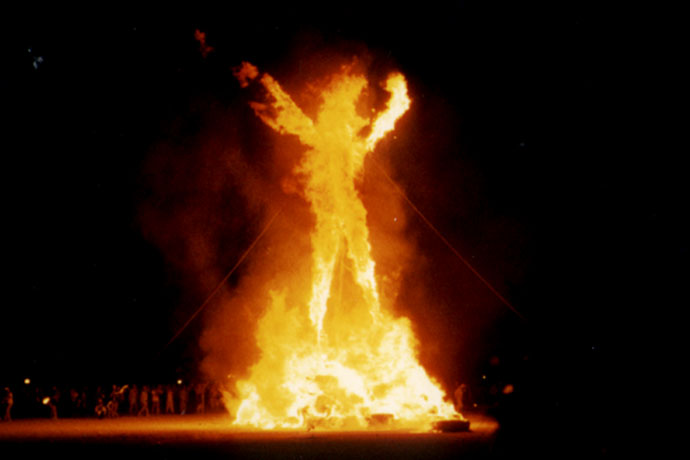
El evento «Burning Man» es llamado así debido a un ritual sabático nocturno, en el cual se quema una estatua con forma de hombre.

El evento anual conocido como «Burning Man» es el resultado de la fusión de dos eventos, uno de los cuales comenzó como una fiesta de playa sin nombre definido que se realizó durante el solsticio de verano de 1986 (reminiscencia de la Noche de San Juan aunque esta no coincide con el solsticio de verano). En esa celebración, Larry Harvey, Jerry James y algunos amigos se reunieron en Baker Beach, San Francisco, y quemaron una estatua de 2.4 metros de altura, hecha de madera con forma de hombre. También incineraron una más pequeña con forma de perro. La inspiración para quemar estas figuras se ha mantenido en secreto por parte de Harvey, quien lo describió como un espontáneo acto de autoexpresión radical. La escultora Mary Grauberger, amiga de la novia de Harvey, había realizado reuniones artísticas en Baker Beach relacionadas con el solsticio de verano durante varios años antes de 1986. Una de las claves para el éxito de dichas celebraciones fue que Baker Beach era un área frecuentada por personas nudistas.
Harvey había acudido a algunas de las primeras reuniones en Baker Beach. Cuando Grauberger dejó de ofrecer sus fiestas, Harvey fue quien continuó con esa labor. Harvey le pidió a Jerry James construir la primera estatua de madera de 2.4 metros de altura, que fue mucho más pequeña y rústica que las esculturas adornadas con luces de neón que se construyen en la actualidad. En 1987, la estatua había crecido a casi 4.6 metros de altura y en 1988 aumentó a cerca de 12 metros.
Según Harvey, el uso de madera en la confección de las esculturas tenía un significado simbólico y fue una parte importante del ritual. También juró que jamás vería la película The Wicker Man, para que no influyera en su inspiración.

### 1990 a 1996
En 1990, un evento independiente fue planeado por Kevin Evans y John Law en los lejanos y casi desconocidos vestigios de un lago en el desierto de Nevada, conocido como Black Rock Desert. Evans lo concibió como un evento dadaísta con presentaciones de arte y esculturas temporales que fueran quemadas. Le pidió a John Law que fuera el organizador principal. En el periódico de la Cacophony Society se anunció el evento como «Zone Trip #4, un mal día en Black Rock» (inspirado en la película del mismo nombre).
Mientras tanto, se presentó un inconveniente para la realización de la fiesta de playa de Harvey y James: fue prohibida por la policía debido al riesgo que suponía quemar un objeto de esas dimensiones cerca de árboles y maleza. Luego de llegar a un acuerdo, se decidió construir la estatua, sin quemarla en la playa. Los organizadores del evento desarmaron la escultura y la guardaron en una parcela. Al poco tiempo, las piernas y el torso del «hombre» fueron cortados con una motosierra. Las partes fueron destruidas cuando la parcela fue inesperadamente arrendada como estacionamiento. La escultura fue reconstruida después por Dan Miller, el compañero de hogar de Harvey durante muchos años. Fue terminada justo a tiempo para llevarla a «Zone Trip n.º 4», el evento que Law y Evans habían planeado en el desierto y donde también serían quemadas obras de arte contemporáneo.
De esta manera nació la ciudad de Black Rock, organizada por Law y Michael Mikel, basada en la idea de Evans y con el simbolismo de James. Por siete temporadas, duplicó su tamaño cada año, añadiendo energía y creatividad. A fines de los años 1990, Evans y James se mudaron, y los tres restantes formaron una asociación que poseía el mismo nombre y símbolo.

### 1997 a la actualidad

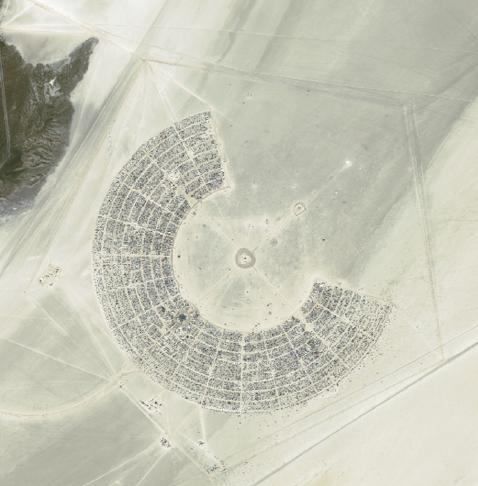
Imagen satelital de Black Rock City con su típica forma en C.

En 1997, el evento se había hecho más conocido y nuevamente había atraído la atención de la policía. Harvey y algunos de los nuevos organizadores formaron una sociedad de responsabilidad limitada no lucrativa para controlar el evento y solicitar los permisos del Departamento de Administración de Terrenos (Bureau of Land Management). John Law se retiró en forma de protesta.
Desde entonces, uno de los retos que deben enfrentar los organizadores ha sido mantener el equilibrio entre la libertad de los participantes y el cumplimiento a los requerimientos de diversos grupos ecológicos y la policía. A lo largo de los años, numerosas restricciones han sido impuestas al evento, como una rígida organización vial, un límite de velocidad no superior a los 16 km/h, prohibición de coches, a no ser «vehículos artísticos» y la prohibición de antorchas, fuegos artificiales, armas de fuego (incluso las descargadas) y perros. Otra restricción importante es el área donde se realiza el espectáculo, cuyo límite está marcado por una cerca plástica de 11 km de largo. Esta barrera de 1.2 m de altura es conocida como «la cerca de la basura», ya que su uso inicial era el de atrapar cualquier resto que pudiera salir del evento. Desde 1998, los vestigios del lago que quedan detrás de la cerca plástica no están disponibles para los participantes del festival durante la semana en que éste se lleva a cabo.
En enero de 2007, John Law anunció que demandaría a Larry Harvey y a Michael Mikel para que todas las marcas registradas relacionadas con «Burning Man» fueran parte del dominio público.
En la mañana del 28 de agosto de 2007, un hombre apodado «BMorg» fue arrestado por quemar la escultura del «hombre en llamas» casi cinco días antes de lo programado, durante el eclipse lunar. El sujeto había criticado las políticas de la organización del Festival «Burning Man» previamente. Una nueva estatua fue construida justo a tiempo para ser quemada la noche del sábado, como estaba planeado.
Debido a la Pandemia de Covid-19 el festival en el 2020 y 2021 tuvieron que ser cancelados debido a las restricciones a las aglomeraciones y el riesgo de contagio.
En el 2023 las fuertes lluvias obligaron a cancelar el evento dejando atrapados a los asistentes y enviando de regreso a todo aquel que dirige a Black Rock City.